# Тульма
«Тульма» — российское текстильное предприятие в городе Тутаев (Ярославская область). Полное название: ООО «Производственная компания Тульма».
Предприятие специализируется на производстве парусины и брезента из льняных волокон.

## История
Предприятие основано в 1864 году как акционерное общество «Товарищество Романовской льняной мануфактуры» (учредители: Георг Классен и его сын Егор). Вместе с льняной мануфактурой были выстроены также такие инфраструктурные сооружения, как жилые корпуса для рабочих, школа, больница, ясли, баня и магазин.
К концу 19 века на предприятии работало более 2000 человек. Продукция Романовской льняной мануфактуры шла преимущественно на экспорт, своими и наёмными судами до Санкт-Петербурга, а далее — в Англию.
Товарищество Романовской льняной мануфактуры в 1875 году получило золотую медаль на Лейпцигской международной индустриальной выставке.
В начале 20 века на мануфактуре было 16000 прядильных и крутильных веретён, 423 ткацких станка, приводившихся в движение паровой машиной. Мануфактура выпускала большой ассортимент продукции: льняную пряжу, нитки, мешочный холст, различное полотно, парусину, брезенты. В 1907—1908 годах на фабрике вырабатывалось в год льняной и оческовой пряжи 193 тыс. пудов и тканей 5,5 млн. аршин при численности работающих 2400 человек.
Продукция пользовалась большим спросом и отличалась высоким качеством. Так, в 1903 году на ярославской выставке Северного края её отметили золотой медалью Императорского Русского общества, на международной выставке в Казани в 1909 году — Большой золотой медалью.
В 1918 году, в связи с переименованием города Романов-Борисоглебск в Тутаев, предприятие стало называться «Тутаевская льняная мануфактура», сокращённо «Тульма». Но, по-прежнему, место его расположения считалось центром правобережной части города, а сам комбинат долгое время — градообразующим предприятием. В разное время на предприятии работало до 5000 человек. В советское время Тульма успешно наращивала объёмы производства брезента. Функционировал пошивочный цех. На деньги, вырученные с продаж, строились многоквартирные дома для проживания рабочих, которые впоследствии перешли им в собственность. В 1934 году было построено просторное здание клуба (сейчас это дом культуры «Тульма»). В годы ВОВ в нём был организован госпиталь для тяжело раненых. Сам же комбинат в те лихие времена не прекращал своей работы, выполняя госзаказ по производству и пошиву изделий из брезента для нужд фронта. Работа по госзаказу сохранилась и по окончании войны, оставаясь основной для предприятия.
После распада СССР, в 1991 году предприятие было оформлено как ОАО «Льнокомбинат Тульма». Потеряв сырьевые рынки и госзаказ, руководство предприятия было вынуждено распустить сотрудников по домам, переведя на 1/3 ставки. Фактически, рабочие получали зарплату талонами на хлеб и макароны.
В 2001 году обанкротившееся предприятие выкупил Барис Магмадович Лазгян. Предприятие было оформлено как ООО «Льнокомбинат Тульма». Новое руководство в первую очередь занялось восстановлением зданий, спуском к проходной предприятия (который был к тому времени в аварийном состоянии). Именно тогда был установлен у входа в административный корпус памятник (бюст) основателю предприятия Е. Е. Классену. А самое главное, были восстановлены основные системы жизнеобеспечения: электро- и теплоподстанции. Было восстановлено старое оборудование и закуплено новое. Утратив прежних, и не найдя новых поставщиков льняного сырья, предприятие было вынуждено закупать его в Белоруссии. Постепенно Тульма возрождалась, расширялась номенклатура выпускаемой продукции, что содействовало восстановлению швейного цеха для пошива рабочей одежды, тентов и палаток. В 2004 году льнокомбинат был награждён высшей наградой «Российский национальный Олимп» в номинации «Выдающиеся предприятия среднего и малого бизнеса». Его генеральный директор был удостоен почётного знака «За честь и доблесть» (2004 год), награждён орденом Минина и Пожарского (2005 год). За безупречную репутацию и высокое качество продукции льнокомбинат Тульма получил международную награду «Золотой Ягуар» (2006 год).
В 2008 году у Тульмы появился свой сайт в интернете.
К началу 2014 года предприятие выпускало 25-28 тыс. погонных метров ткани в сутки. В период с 2014 по 2016 год предприятие существовало как ООО «Льняной комбинат Тульма». С 2017 года Тульма оформлена как ООО «Производственная компания Тульма».
В настоящее время предприятие продолжает выпуск полульняных парусины и брезента.